# Castillo de Silves

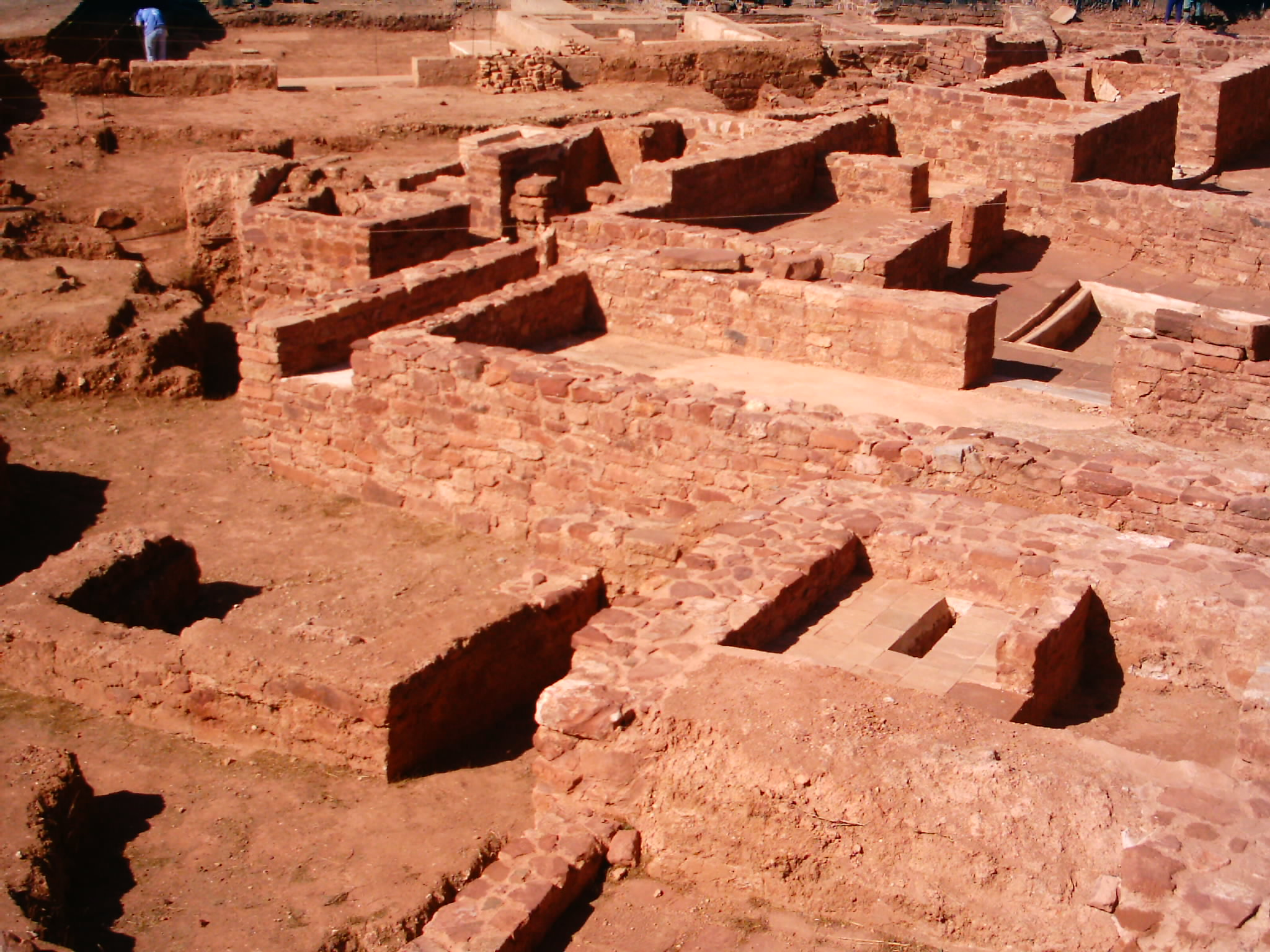
Excavaciones arqueológicas en el castillo de Silves.

El castillo de Silves es un castillo que se encuentra en la ciudad de Silves, en la región de Algarve, en el sur de Portugal. El castillo de Silves fue construido entre el siglo VIII y el XIII y es considerado el mejor conservado de los castillos árabes del país.

## Historia
La colina sobre la que se encuentra el Castillo de Silves evidencia vestigios de un lugar de culto visigoda (siglo VI-VII), según lo confirmado por los testimonios de época omeya (siglo VIII-IX), un edificio importante de Espolio cuadrangular y variado. Durante el periodo califal (siglo X) comenzó la construcción de las defensas, que pueden verse hoy en día, las paredes sobre todo amplia frente al oeste, más tarde modificado. Las construcciones del reino de taifas (siglo XI), que sigue siendo el famoso Palacio de los balcones, donde vivió tanto el príncipe Al-Mutamid como el poeta Ibn Ammar.
Las paredes y las torres que componen el Castillo de Silves son principalmente el resultado de las campañas más importantes y obras de Amoadas almorávides (siglo XII-XIII), que fue seguido por otros realizados durante las dos primeras dinastías y posterior restauración.
El castillo de Silves es la fortificación islámica más importante del territorio nacional actual, y se convirtió en 1910, en monumento nacional de Portugal.

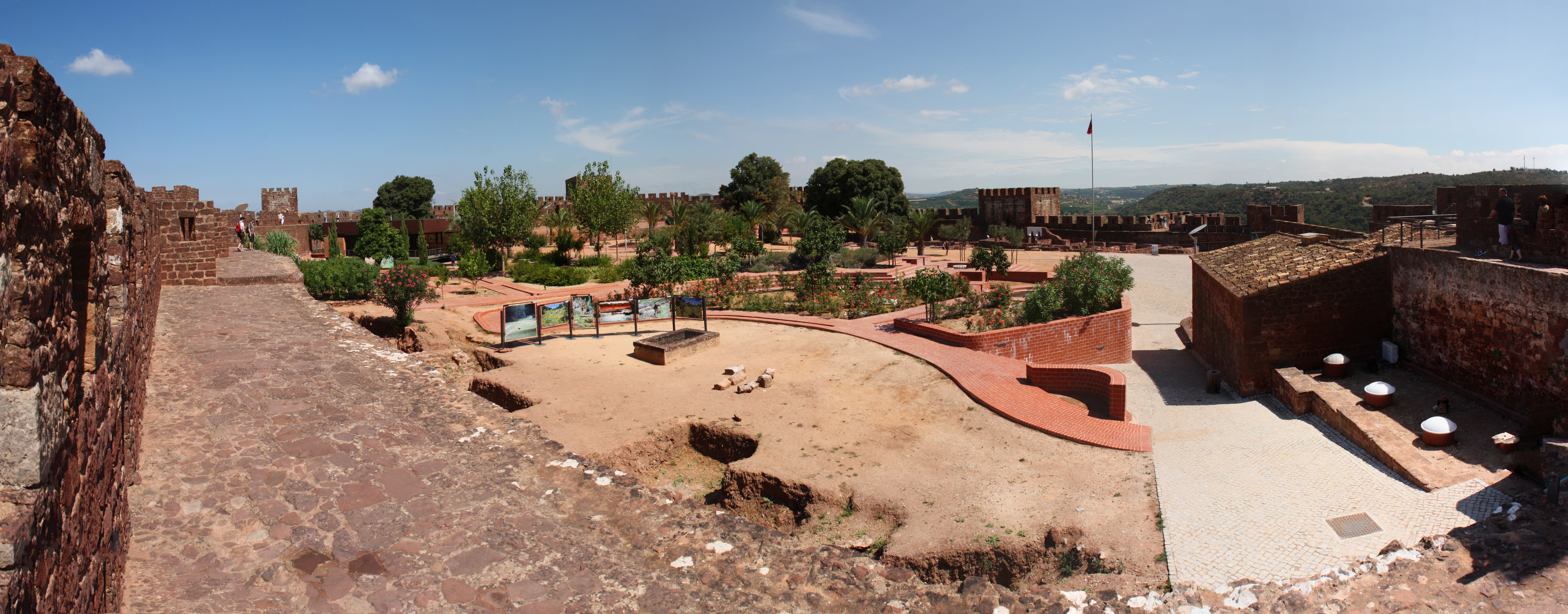
Panorámica del interior del castillo.

- Datos: Q1971757
- Multimedia: Castelo de Silves / Q1971757